# 尊室𤄫
尊室𤄫（越南语：／；1836年—1889年），字清漣（越南语：／），越南阮朝官員。

## 家世
尊室𤄫出自阮朝宗室第七系第十八房，是顯宗阮福淍第十八子秀郡公阮福秀之後，父親是北寧布政使尊室漌。

## 生平
尊室𤄫生於明命十七年（1836年），少年好學，兩次考中秀才。嗣德十八年（1865年），補授正八品，從河內省候補，後補為壽昌知縣，後再升為知府。嗣德二十四年（1871年），擢升為侍讀，領興安按察使，後升授鴻臚寺卿，辦理吏部事務，兼攝尊人府右尊卿。嗣德三十年（1877年），升署兵部侍郎，不久改為禮部侍郎，充任如西副使。次年（1878年）回到國內，改護理清化總督。當時北圻動蕩，尊室𤄫在省內嚴密布控，防止發生動亂。
嗣德三十五年（1882年），尊室𤄫升領巡撫銜，仍署理清化總督一職。次年（1883年），改授工部參知。不久因清化省倉庫虧空，降為侍郎。同慶乙酉年（1885年），開復為兵部參知，兼攝尊人府左尊卿，同時充任機密院商佐，獲賜一面“廉平勤幹”金磬。不久又出任欽差大臣，兼平富總督，鎮壓左直畿的勤王義軍。

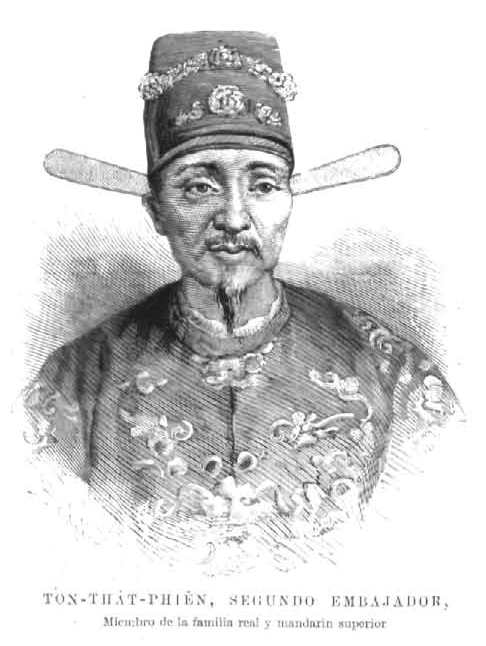
1878年，尊室𤄫出訪歐洲時西班牙雜誌刊登的尊室𤄫畫像

同慶元年（1886年），尊室𤄫改署尚書銜，領兵部參知，不久又改署刑部尚書，充機密院大臣，兼攝尊人府左尊卿，權掌欽天監事務，獲賜一面四項龍佩星。同慶三年（1888年），升授戶部尚書，擔任宣封使，前往北圻封阮有度為永賴郡公。返回順化後，改任禮部尚書，兼掌工部事務。不久再出為平富總督。
成泰元年（1889年），尊室𤄫因病請假回鄉休養。阮廷準他回鄉，仍以尚書銜專攝尊人府務。同年，尊室𤄫因病去世，享年五十四歲。

## 子女
尊室𤄫有14子7女。
- 次子尊室渼，舉人
- 三子尊室泠，進士
- 四子尊室湛，舉人，仕至東閣大學士
- 次女尊女氏璨，嫁陳踐誨，文明殿大學士陳踐誠之子
- 五女尊女氏琰，嫁阮尚賢